# 타츠노코 vs. 캡콤
《타츠노코 vs. 캡콤》(Tatsunoko vs. Capcom, タツノコ VS. CAPCOM)은 에이팅이 개발하고 캠콤이 배급한 대전 격투 게임이다. 캡콤의 비디오 게임 인물들과 타츠노코 프로덕션이 제작한 일본 애니메이션 등장인물이 모두 출연하는 크로스오버 작품이다. 이는 《마블 vs. 캡콤》이나 《캡콤 vs. SNK》 등 캡콤이 유통하는 크로스오버 격투 게임과 선을 나란히 한다.
3D 그래픽을 사용하지만 캐릭터는 2D로만 움직이는 2.5D식 게임플레이를 갖췄으며, 보통의 일대일 대전과 한 플레이어가 두 캐릭터를 고르는 태그 팀 대전을 지원한다. Wii 컨트롤러에 맞춰 세 개의 공격 버튼으로만 운용하는 단순화된 격투 체제가 특징이다.
시장에 출시된 버전은 두 가지가 있는데, 최초로는 《타츠노코 vs. 캡콤: 크로스 제너레이션 오브 히어로즈》가 2008년 12월 아케이드 및 Wii용으로 일본에서만 먼저 발매됐다. 그 후 해외 플레이어들의 열렬한 요청을 받아 판권 문제를 해결하고 출시된 국제판 《타츠노코 vs. 캡콤: 얼티밋 올스타즈》가 2010년 1월 일본과 서양 지역에 모두 발매됐다. 《얼티밋 올스타즈》판은 추가 캐릭터가 있고 온라인 대전을 지원하지만 《크로스 제너레이션 오브 히어로즈》에 포함됐던 일인용 모드 미니게임들이 빠지거나 엔딩이 새로 제작되는 등 세세한 변동사항이 있다.

## 게임플레이
《타츠노코 vs. 캡콤》은 한 플레이어가 두 명의 캐릭터를 골라 상대방과 겨루는 태그 팀 대전 방식을 채택했다.

### 플레이어 캐릭터
타츠노코 인물
- 캐산 - 《신조인간 캐산》
- 도론즈 - 《얏타맨》
- 얏타맨-1 - 《얏타맨》
- 얏타맨-2 - 《얏타맨》
- 골드라이탄 - 《황금전사 골드라이탄》
- 재채기 대마왕 - 《재채기 대마왕》
- 잇파츠맨 - 《역전 잇파츠맨》
- 콘돌 조 - 《독수리 오형제》
- 백조 준 - 《독수리 오형제》
- 독수리 켄 - 《독수리 오형제》
- 카라스 - 《카라스》
- 포리마 - 《허리케인 포리마》
- 테카맨 - 《우주의 기사 테카맨》
- 테카맨 블레이드 - 《우주의 기사 테카맨》

캡콤 인물
- 알렉스 - 《스트리트 파이터》
- 춘 리 - 《스트리트 파이터》
- 이치몬지 바츠 - 《사립 저스티스 학원》
- 프랭크 웨스트 - 《데드 라이징》
- 소키 - 《귀무자》
- 록 볼넛 《록맨 대시》
- 모리건 애슬랜드  《다크스토커즈》
- PTX-40A - 《로스트 플래닛》
- 롤 - 《록맨》
- 류 - 《스트리트 파이터》
- 오모카네 사키 - 《퀴즈 일곱색깔 드림스》
- 뷰티풀 조 - 《뷰티풀 조》
- 제로 - 《록맨 X》

## 평가
| Tatsunoko vs. Capcom: Ultimate All-Stars |        |
| --- | ------ |
| 통합 점수 통합사 점수 게임랭킹스 85.99% [ 2 ] 메타크리틱 85/100 [ 3 ] 평론 점수 평론사 점수 에지 7/10 [ 4 ] 유로게이머 8/10 [ 5 ] 게임스팟 8.5/10 [ 6 ] 게임스파이 [ 7 ] 게임트레일러스 9.0/10 [ 8 ] IGN 9/10 [ 9 ] 닌텐도 파워 9/10 [ 3 ] 엑스플레이 [ 10 ] |        |
| 통합 점수 |        |
| 통합사 | 점수   |
| 게임랭킹스 | 85.99% |
| 메타크리틱 | 85/100 |
| 평론 점수 |        |
| 평론사 | 점수   |
| 에지 | 7/10   |
| 유로게이머 | 8/10   |
| 게임스팟 | 8.5/10 |
| 게임스파이 | [ 7 ]  |
| 게임트레일러스 | 9.0/10 |
| IGN | 9/10   |
| 닌텐도 파워 | 9/10   |
| 엑스플레이 | [ 10 ] |

## 참조
1. ↑  영어: Tatsunoko vs. Capcom: Cross Generation of Heroes, 일본어: タツノコ VS. CAPCOM CROSS GENERATION OF HEROES
2. ↑  영어: Tatsunoko vs. Capcom: Ultimate All-Stars